# Wolstenholmetal
Wolstenholmetal är ett tal som är täljare av det generaliserade harmoniska talet Hn,2.
De första Wolstenholmetalen är:
1, 5, 49, 205, 5269, 5369, 266681, 1077749, 9778141, 1968329, 239437889, 240505109, 40799043101, 40931552621, 205234915681, 822968714749, 238357395880861, 238820721143261, 86364397717734821, 17299975731542641, … (talföljd A007406 i OEIS)
Wolstenholmetal är uppkallade efter Joseph Wolstenholme, som bevisade Wolstenholmes sats på modulära relationer av generaliserade harmoniska tal.